# آيت والال (الكنزرة)
آيت والال هي إحدى مشيخات المملكة المغربية، تتبع جغرافيا لإقليم الخميسات وإداريًا لالكنزرة. يقدر عدد سكانها بـ 9060 نسمة حسب الإحصاء الرسمي للسكان والسكنى لسنة 2004.